# Indomitable (Schiff, 1941)
HMS Indomitable (R92) wurde 1937 als viertes Schiff der Illustrious-Klasse bestellt. Im Oktober 1941 wurde der Flugzeugträger nach einem inzwischen veränderten Bauplan fertiggestellt. Durch Einfügen eines weiteren Decks konnte dieser Träger mehr Flugzeuge als die Schwesterschiffe aufnehmen. Der Träger wurde im Zweiten Weltkrieg mit den Battle Honours Diego Suarez 1942, Malta Convoys 1942, Sicily 1943, Palembang 1944 und Okinawa 1945 ausgezeichnet.
Indomitable wurde durch Sturzkampfbomber der deutschen Luftwaffe am 12. August 1942 und einen italienischen Torpedobomber am 16. Juli 1943 im Mittelmeer schwer beschädigt und fiel jeweils für mehrere Monate aus. Ende August 1945 gehörte sie zu dem britischen Flottenverband, der Hongkong wieder unter britische Hoheit nahm.

## Bau und Einsatzbeginn
Die Flugzeugträger der Illustrious-Klasse waren für einen möglichen Einsatz im Mittelmeer gegen Italien und in der Nordsee gegen Deutschland vorgesehen und sollten mit ihrer Panzerung von Flugdeck und Hangar Geschützfeuer von 15-cm-Granaten und 250-kg-Bomben von Landflugzeugen standhalten, um weiterhin ihre Bewaffnung, die Flugzeuge, einsetzen zu können. Die Indomitable war im Gegensatz zu ihren drei Vorgängerinnen noch während ihres Baues umkonstruiert worden, um 48 Flugzeuge anstatt nur 36 tragen zu können. Dafür bekam der Träger statt einer Halle zwei Hallen, die übereinander gebaut wurden. Um das Mehrgewicht eines zusätzliche Decks mit der zweiten Halle auszugleichen, wurde die Seitenpanzerung der Hallen verringert. Die untere Halle hatte die halbe Größe der oberen Halle. Der Rest des zusätzlichen Decks wurde für Werkstätten und die Unterbringung des zusätzlichen Personals einer stärkeren Flugzeuggruppe benötigt. Sie blieb so ein Einzelschiff.
Die Indomitable wurde am 6. Juli 1937 bei Vickers-Armstrong in Barrow bestellt. Diese Werft hatte schon den Auftrag für die Illustrious, das Typschiff der Klasse, erhalten. Die Kiellegung des vierten Schiffs der Klasse erfolgte am 10. November 1937, nur knapp sieben Monate nach dem Typschiff. Stapellauf und die Taufe durch Clementine Churchill, die Ehefrau des Marineministers, erfolgten am 26. März 1940 und die Indienststellung dann am 10. Oktober 1941.
Zur Ausbildung der Besatzung und ihrer Flugzeuggruppe (neun Fulmar, neun Sea Hurricane, 24 Albacore) verlegte die Indomitable in die Karibik, wo sie am 3. November 1941 durch Grundberührung mit einem Korallenriff vor Jamaika leicht beschädigt wurde. Der für den Einsatz bei der Eastern Fleet vorgesehene Träger war daher nicht rechtzeitig einsatzbereit, um den dort wegen der Kriegsgefahr mit Japan neu gebildeten Flottenverband zu verstärken, der ohne hinreichende Luftsicherung die japanischen Landungsstreitkräfte angreifen wollte und dabei Prince of Wales und Repulse am 10. Dezember 1941 durch japanische Flugzeuge verlor.

Nach Marsch durch den Südatlantik und um das Kap der Guten Hoffnung wurde die Indomitable am 9. Januar 1942 von den australischen Zerstörern Nestor, Napier und Nizam vor Aden aufgenommen, die bis in den April meist die Sicherung des Trägers bildeten.
Der Träger gab seine Flugzeuggruppe weitgehend in Aden an Land, da er Flugzeuge transportieren sollte. Er lief mit den Zerstörern nach Port Sudan, wo er 50 Hurricane-Jagdflugzeuge der RAF an Bord nahm, die die Luftverteidigung Singapurs verstärken sollten. Über britische Stützpunkte im Indischen Ozean lief der Verband auf eine Position südwestlich von Sumatra, von der 48 Hurricanes ab dem 27. Januar nach Batavia starteten. Der Kampfbeitrag dieser Maschinen blieb gering, da die Mehrzahl bei den japanischen Angriffen auf Niederländisch-Indien am Boden zerstört wurden. Nach Versorgung in der Flottenbasis der Eastern Fleet der Royal Navy auf Ceylon lief der Verband nochmals ins Rote Meer, um eine weitere Flugzeugladung an Bord zunehmen, die aber wegen der sich dramatisch verschlechternden Situation der alliierten Streitkräfte in Südost-Asien dann nach Bombay transportiert wurde.

## Einsatz bei der Eastern Fleet
In Erwartung eines japanischen Trägerangriffs bezog der neue Flottenchef Somerville eine Position südlich von Ceylon und teilte die Flotte in zwei Gruppen. Die schnelle Gruppe bestand aus den Flugzeugträgern Indomitable und der im März 1942 eingetroffenen Formidable, dem Schlachtschiff Warspite, den Kreuzern Enterprise und Emerald, sowie den Zerstörern Foxhound, Hotspur, Napier, Nestor, Paladin und Panther. Sie tankte beim Addu-Atoll auf, als die Briten den Japanischen Angriff erkannten. Der Versuch der Gruppe, die zurückmarschierenden Angreifer zu finden scheiterte, obwohl sich die Träger wohl bis auf 200 sm näherten und beide Parteien auf dieser Distanz regelmäßige Aufklärungsflüge durchführten. 

Siehe auch Attacke im Indischen Ozean
Im Mai 1942 war die Indomitable zusammen mit der zusätzlich nach Reparatur neu eingetroffenen Illustrious an der Landung auf der zu Vichy-Frankreich gehörenden Insel Madagaskar (Operation Ironclad) beteiligt. Damit befanden sich drei der vier modernen Träger der Royal Navy im Indischen Ozean. Am 8. Mai wurde Indomitable vom französischen U-Boot Monge angegriffen, das U-Boot wurde aber von den Begleit-Zerstörern Active und Panther versenkt.
Nach Abschluss der ersten Landungsphase verblieb der Träger bei der Eastern Fleet und verbesserte die Ausbildung der Besatzung und sicherte Konvois und den alliierten Schiffsverkehr im Indischen Ozean. Nach einer kurzen Überholung in Südafrika wurde das Schiff im Sommer 1942 nach Gibraltar befohlen. Begleitet wurde der Träger von den Zerstörern Laforey, Lightning und Lookout. Ab Freetown schloss sich der Flugabwehrkreuzer Phoebe dem Verband an.

## Mittelmeer
Im August 1942 traf die Indomitable mit ihrem Verband im Seegebiet zwischen den Azoren und Gibraltar mit der von der Home Fleet kommenden Victorious (begleitet von Sirius und sechs Zerstörern) und der von der Force H kommenden Eagle (begleitet von Charybdis und drei Zerstörern), um die den drei Trägern bevorstehende Aufgabe zu üben. Sie sollten die Operation Pedestal durchführen, den größten Konvoi nach Malta, der die Insel mit Nachschubgütern versorgen sollte, um die Kapitulation der belagerten Insel vor Italien und Deutschland zu verhindern. An der mehrtägigen Übung nahmen noch weitere Einheiten teil.
Am 9. August begann die Operation, die von den Achsenmächten frühzeitig erkannt und aus der Luft und mit U-Booten angegriffen wurde. Als am Morgen des 11. ein deutsches U-Boot die Eagle versenkte, verlor der Konvoi mit deren 16 Sea Hurricanes schon einen erheblichen Teil seiner Luftverteidigungsfähigkeit. Am Abend des 12. wurde die Indomitable von drei 500-kg-Bomben deutscher Ju 87-Stukas getroffen, die das Flugdeck unbrauchbar machten. Der Träger konnte schon nach kurzer Zeit wieder Fahrt aufnehmen und ein ausgebrochenes Feuer löschen. Seine bei den Treffern in der Luft befindlichen Maschinen mussten auf der Victorious landen, die allerdings nicht unterbringbare Maschinen über Bord geben musste, um einsatzfähig zu bleiben. Die schwer beschädigte Indomitable trat den Rückmarsch an, der der Deckungsverband bald folgte, da mit dem verbliebenen Träger weder eine Luftunterstützung des nach Malta weitermarschierenden Konvois, noch des Deckungsverbandes innerhalb der Reichweite der Luftwaffen der Achsenmächte darstellbar war.
Indomitable musste zur Reparatur in die Vereinigten Staaten fahren. Das Flugdeck wurde vorher in Gibraltar so hergerichtet, dass für die Überfahrt der Einsatz einiger Flugzeuge zur Sicherung gegen U-Boote möglich war. Das Schiff wurde bis zum Januar 1943 repariert.
Im Februar kehrte der Träger nach Großbritannien zurück und erhielt dort eine neue Radaranlage. Deren Tests und das Einfahren einer neuen Besatzung erfolgten bei der Home Fleet. Ab dem 17. Juni 1943 verlegte die Indomitable von Scapa Flow zurück in das Mittelmeer, um die alliierte Landung auf Sizilien (Operation Husky) zu unterstützen. Der Träger wurde einem britischen Verband im Ionischen Meer zugeteilt, der ein Eingreifen der italienischen Flotte im Landungsraum verhindern sollte. Am 16. Juli 1943 wurde eine auf den Träger zufliegende Maschine zu lange für eine eigene Maschine gehalten. Noch eingeleitete Ausweichmanöver kamen zu spät, um den Torpedotreffer einer italienischen SM.79 Sparviero zu verhindern. Die Flutung eines Teils des Rumpfes auf der unbeschädigten Seite verhinderte ein Kentern des Schiffes, das mit 11 kn nach Malta lief, wo eine Behelfsreparatur die Seefähigkeit des Trägers wieder herstellte. Er konnte dann nach Gibraltar laufen.
Begleitet von den Zerstörern Obdurate, Obedient und Opportune lief der Träger dann über Bermuda erneut in die USA, wo auf der Marinewerft in Norfolk die Reparatur erfolgte. Erst im Mai 1944 kehrte der Träger nach Großbritannien zurück.

## Indischer Ozean und Pazifik
Am 12. Juni 1944 verließ die Indomitable zusammen mit der Victorious Großbritannien, um durch das Mittelmeer nach Trincomalee zu verlegen, wo sie am 5. Juli eintrafen. Die Eastern Fleet verfügte dann mit der seit Januar 1944 eingesetzten Illustrious über drei Flottenträger. Von August bis November 1944 war die Indomitable an vier Einsätzen gegen von den Japanern besetzte Ziele auf den Nikobaren und in Niederländisch-Indien zusammen mit einem oder beiden anderen Trägern beteiligt.
Am 22. November wurde dann aus einem Teil der Eastern Fleet die British Pacific Fleet gebildet, zu der dann das Schlachtschiff Howe, die Träger
Illustrious, Victorious und Indomitable sowie die am 4. Dezember eintreffende Indefatigable mit Konteradmiral Vian an Bord gehörten. Dazu kamen noch die Kreuzer Black Prince, Ceylon, die neuseeländischen Gambia und Achilles sowie drei Zerstörer-Flottillen (4th destroyer flotilla (DF) mit der Q-Klasse, die 25th DF mit der U-Klasse und die 27th DF mit der W-Klasse), die allerdings noch nicht alle eingetroffen waren. Weitere Einheiten, wie die King George V, Swiftsure, Argonaut trafen noch im Dezember ein. Weitere folgten dann im Lauf des Jahres 1945.
Die ersten Einsätze der neuen Flotte glichen den zuvor durchgeführten Angriffen. Admiral Vian hatte die Indomitable zu seinem Flaggschiff gewählt und griff mit dieser und der Illustrious am 17. und 20. Dezember Belawan-Deli bzw. Medan an, wobei nur eine Maschine verloren ging. Gesichert wurden die beiden Träger durch die Kreuzer Newcastle, Black Prince und Argonaut sowie die Zerstörer Kempenfelt, Wager, Wakeful, Wessex, Whelp, Whirlwind und Wrangler der 27th DF.
Es folgte ein weiterer Vorstoß der Indomitable mit den beiden anderen Trägern. Zur Sicherung gehörten für Newcastle die Kreuzer Suffolk und Ceylon und neben drei Zerstörern der 27th DF kamen Grenville, Urania, Undaunted, Undine und Ursa der 25th DF zum Einsatz. Das Angriffsziel am 4. Januar 1945 waren die Ölraffinerien von Pangkalan-Brandan (NO-Sumatra). Auch bei diesem Einsatz ging eine Maschine verloren.
Vor Okinawa wurde die Indomitable am 4. Mai 1945 von einem Kamikaze-Flugzeug getroffen, wobei ihr gepanzertes Flugdeck sie vor schwereren Schäden schützte.
Am 30. August 1945 fuhr der Flugzeugträger als Teil einer britischen Kriegsschiffgruppe zur Entgegennahme der Kapitulation der dortigen japanischen Garnison in den Hafen von Hongkong ein.

## Nachkriegszeit
Im November 1945 kehrte der Flugzeugträger nach England zurück. 1947 begann eine dreijährige Grundüberholung des Schiffes. Nach der Beendigung der Grundüberholung wurde der Träger zur englischen Heimatflotte beordert. Am 3. Februar 1953 wurde sie durch ein Feuer im Schiffsinneren, verbunden mit einer Explosion, schwer beschädigt. Im Juni 1953 wurde ein verbessertes Spiegel-Decklandesystem auf der Indomitable installiert und dann in einer Serie von Tests ausprobiert und weiter verbessert. Durch die Einführung des Spiegel-Decklandesystems und die Tests auf der Indomitable konnte der ganze Landevorgang auf Flugzeugträgern deutlich verbessert werden.

## Die Einsatzstaffeln des Schiffes
| Staffel | Flugzeugtyp                   | an Bord                                            | Anmerkungen                                                                      |
| ------- | ----------------------------- | -------------------------------------------------- | -------------------------------------------------------------------------------- |
| 800     | Fairey Fulmar II              | 22.10.1941 bis 22.05.1942                          | nach Tanga abgegeben                                                             |
| 827     | Fairey Albacore I             | 13.10.1941 bis 27.08.1942                          | Träger nach Bombentreffern am 12. August ausgefallen                             |
| 831     | Fairey Albacore I             | 15.10.1941 bis 27.08.1942 3. März bis 19. Mai 1943 | Träger nach Bombentreffern ausgefallen                                           |
| 880     | Sea Hurricane Ib              | 10.10.1941 bis 27.08.1942                          | Träger nach Bombentreffern ausgefallen                                           |
| 806A    | Grumman Martlet II            | 23.04.1942 bis 27.08.1942                          | Träger nach Bombentreffern ausgefallen                                           |
| 817     | Fairey Albacore I             | 11.03. bis 20.08.1943                              | nach Torpedotreffer am 16. Juli ausgefallen, Z-Flight sichert Überführung in USA |
| 8802    | Supermarine Seafire IIc       | 3.03. bis 29.07.1943                               | nach Torpedotreffer ausgefallen,                                                 |
| 899     | Seafire IIc                   | 11.03. bis 29.07.1943                              | nach Torpedotreffer ausgefallen,                                                 |
| 807     | Seafire L.IIc                 | 2.06. bis 29.07.1943                               | nach Torpedotreffer ausgefallen,                                                 |
| 854     | Grumman Avenger II            | 10.04. bis 1.05.1944                               | Überführung USA – UK                                                             |
| 1839    | Grumman Hellcat I, II         | 25.07.1944 bis 11.10.1945                          |                                                                                  |
| 1844    | Grumman Hellcat I, II         | 25.07.1944 bis 10.10.1945                          |                                                                                  |
| 854     | Grumman Avenger II, I         | 27.11.1944 bis 11.10.1945                          |                                                                                  |
| 801     | Hawker Sea Fury FB.11         | 24.11.1950 bis 30.03.1952                          | abgegeben an HMS Glory                                                           |
| 813     | Fairey Firebrand TF.5         | 24.11.1950 bis 6.12.1951                           |                                                                                  |
| 815     | Fairey Barracuda TR.3         | 27.04. bis 24.06.1951                              | AS-Schulstaffel                                                                  |
| 802     | Hawker Sea Fury FB.11         | 8.05. bis 5.07.1951                                | auch T.20                                                                        |
| 820     | Fairey Firefly AS.6           | 17.01.1952 bis 8.05.1953                           |                                                                                  |
| 826     | Fairey Firefly AS.6           | 17.01.1952 bis 7.05.1953                           |                                                                                  |
| 809     | de Havilland Sea Hornet NF.21 | 17.06. bis 3.07.1952                               |                                                                                  |
| 804     | Hawker Sea Fury FB.11         | 16.01. bis 7.05.1953                               |                                                                                  |

## Ende
Nach den Decklandungstests wurde die Indomitable Teil der Reserveflotte und schließlich zur Verschrottung verkauft. Am 30. September 1955 traf sie in Faslane-on-Clyde für ihren Abbruch ein.